# نتريد الفضة
نتريد الفضة مركب كيميائي صيغته Ag3N ويوجد في الشروط القياسية على شكل صلب بلوري أسود اللون.

## التحضير
يحضر المركب من تفاعل أكسيد الفضة الأحادية مع الأمونياك في وسط من الإيثانول.

## الخواص
يوجد المركب في الشروط القياسية على شكل بلورات سوداء لها بريق معدني؛ لكن المركب غير مستقر، إذ يتفكك بشكل انفجاري إلى الفضة وغاز النتروجين.